# Pär Arvidsson
Paer Arvidsson (Suecia, 27 de febrero de 1960) es un nadador sueco retirado especializado en pruebas de estilo mariposa, donde consiguió ser campeón olímpico en 1980 en los 100 metros.

## Carrera deportiva
En los Juegos Olímpicos de Moscú 1980 ganó la medalla de oro en los 100 metros mariposa, con un tiempo de 54.92 segundos, por delante del alemán Roger Pyttel  y del español David López-Zubero  (bronce con 55.13 segundos).
Y en el Campeonato Mundial de Natación de 1978 celebrado en Berlín ganó la medalla de bronce en la misma prueba.